# آلیشا براندت
آلیشا براندت (ایتالیایی: Alicia Brandet) بازیگر اهل ایالات متحده آمریکا بود که در دههٔ ۱۹۶۰ میلادی در سینمای ایتالیا فعالیت داشت.
از فیلم‌هایی که وی در آن‌ها نقش داشته‌است، می‌توان به جولیتای ارواح، عشاق لاتین، تعطیلات آخر هفته، به سبک ایتالیایی، دختران زیبا، عشق به سبک ایتالیایی، طبقه هفتم، قاتل ۷۷؛ مرده یا زنده، یک داستان عاشقانه، زن کولی و به‌راستی چه بر سر بیبی توتو آمد؟ اشاره نمود.